# Šoferja 2
Šoferja 2 (srbohrvaško Kamiondžije 2) je bila jugoslovanska humoristična televizijska nadaljevanka, ki je bila premierno predvajana leta 1983. Ta nadaljevanke je bila nadaljevanje nadaljevanke Šoferja.
Režiser : Milo Đukanović
Serija 8 epizod po 52 min. je predstavljala zgodbo dveh šoferjev Živadina Jareta Jarića (igral Miodrag Čkalja Petrović in Pavleta Paja Čuture (Pavle Vujišić), ki se na svojih poteh zapletata v številne komične dogodke.
Naslednje leto pa so posneli nadaljevanje v obliki filma Šoferja spet vozita.